# Longisiphoniella subterranea
Longisiphoniella subterranea är en insektsart. Longisiphoniella subterranea ingår i släktet Longisiphoniella och familjen långrörsbladlöss. Inga underarter finns listade i Catalogue of Life.